# Kurt Herbert Adler
Kurt Herbert Adler (2. dubna 1905, Vídeň, Rakousko – 9. února 1988, Ross, Kalifornie, USA) byl rakouský dirigent.
Studoval ve Vídni a dirigoval několik rakouských, německých a českých orchestrů. V USA působil od roku 1938; věnoval se zde především dirigování operních koncertních těles (Chicago, San Francisco, Los Angeles). Spolupracoval s nejlepšími operními pěvci a pěvkyněmi své doby (Elisabeth Schwarzkopfová, Luciano Pavarotti, Placido Domingo a další).